# Marker (série télévisée)
Pour les articles homonymes, voir Marker.
Marker est une série télévisée américaine en treize épisodes de 50 minutes créée par Stephen J. Cannell et diffusée du 17 janvier 1995 au 16 mai 1995 sur le réseau UPN.
La série reste inédite dans les pays francophones.

## Synopsis
Richard DeMorra, un charpentier, revient à Hawaï pour l'enterrement de son père, un homme richissime qui a fait sa fortune sur la culture des roses. L'exécutrice testamentaire lui annonce que les dernières volontés de son père est de rendre service aux personnes qui l'ont aidé dans sa vie. Richard reçoit un coffret contenant des marqueurs en forme de fleurs où les noms des gens sont inscrits. Dans la mesure de ses moyens, Richard viendra en aide à la ou les personnes dans le besoin qui dans le passé ont donné assistance à son père.

## Distribution
- Richard Grieco : Richard DeMorra
- Gates McFadden : Kimba
- Andy Bumatai (en) : Danny Kahala

## Épisodes
1. Le Marqueur (Marker)
2. Frank et Mike (Frank & Mike's)
3. Les Guerriers (Cloud Warriors)
4. Sauvage (High & Wild)
5. Rire ibérique (Spanish Laughter)
6. Bons baisers de Russie (From Russia with Love)
7. En plein cœur (Spiked Through the Heart)
8. Le Marqueur du mort (Dead Man's Marker)
9. La Licorne rose (Pink Unicorn)
10. Vérité, Mensonges et Rock 'n' Roll (Truth, Lies and Rock 'n' Roll)
11. Boules de neige à Hawaï (Snowballs in Hawaii)
12. Facteur X (X Factor)
13. Découverte (Discover)